# Secteurs et arrondissements de Marseille
Cet article concerne les subdivisions de la ville de Marseille. Pour l'arrondissement départemental de Marseille, voir Arrondissement de Marseille.
Les secteurs et arrondissements de Marseille sont des divisions administratives intracommunales qui partagent le territoire de Marseille. La ville est ainsi divisée en huit secteurs et seize arrondissements municipaux.
La division de Marseille en arrondissements date de 1946. Ces arrondissements municipaux ne doivent pas être confondus avec les arrondissements départementaux, qui sont un autre type de subdivision administrative à l'échelle du département. En France, les communes de Lyon et Paris sont également subdivisées en secteurs municipaux.
Les arrondissements de Marseille sont regroupés en secteurs en 1965. Ces secteurs sont redécoupés et dotés de conseils et maires élus en 1983 puis de nouveau redécoupés par la loi du 9 juillet 1987, qui fixe leur nombre à huit.

## Administration
Les arrondissements de Marseille sont regroupés en huit secteurs dotés chacun d'un conseil de secteur, au fonctionnement similaire à celui d'un conseil municipal mais doté de pouvoirs largement consultatifs. Conformément aux dispositions de la loi PLM, ses membres sont élus, lors des élections municipales, selon la même procédure que dans les communes de plus de 1 000 habitants. Avant la réforme de 2025, les premiers élus de chaque liste siégeaient également au conseil municipal, les suivants seulement au conseil de secteur. Lors de sa première séance, chaque conseil de secteur élit son maire de secteur.
| Conseillers de secteur | 22 | 16 | 22 | 30 | 30 | 26 | 32 | 24 | 202 |
| Conseillers municipaux | 11 | 8  | 11 | 15 | 15 | 13 | 16 | 12 | 101 |
| Nombre total d'élus    | 33 | 24 | 33 | 45 | 45 | 39 | 48 | 36 | 303 |

| Secteur | 1965 | 1965           | 1971 | 1971  | 1977 | 1977 | 1983 | 1983             | 1989 | 1989     | 1995 | 1995    | 2001 | 2001         | 2008 | 2008               | 2014 | 2014              | 2020 | 2020                |
| ------- | ---- | -------------- | ---- | ----- | ---- | ---- | ---- | ---------------- | ---- | -------- | ---- | ------- | ---- | ------------ | ---- | ------------------ | ---- | ----------------- | ---- | ------------------- |
| Ier     |      | SFIO-Rad-MRP   |      | PS-CD |      | PS   |      | PS               |      | PS diss. |      | UDF-RPR |      | UDF-RPR      |      | PS-PCF-Verts-MoDem |      | UMP-UDI           |      | LFI-PS-PCF-EELV-DVG |
| IIe     |      | PCF-SFIO diss. |      | PS-CD |      | PS   |      | PS               |      | PS diss. |      | PS-PCF  |      | PS-PCF-Verts |      | PS-PCF-Verts-MoDem |      | UMP-PRG diss.-UDI |      | PS-PCF-LFI-EELV-DVG |
| IIIe    |      | SFIO-Rad-MRP   |      | PS-CD |      | PS   |      | PS               |      | PS diss. |      | RPR-UDF |      | RPR-UDF      |      | UMP                |      | UMP-UDI           |      | ÉCO-PS-PCF-LFI-EELV |
| IVe     |      | SFIO-Rad-MRP   |      | PS-CD |      | PS   |      | UDF              |      | PS diss. |      | UDF-RPR |      | UDF-RPR      |      | UMP                |      | UMP-UDI           |      | PS-PCF-LFI-EELV-DVG |
| Ve      |      | PCF-SFIO diss. |      | PS-CD |      | PS   |      | UDF              |      | PS diss. |      | UDF-RPR |      | UDF-RPR      |      | UMP                |      | UMP-UDI           |      | LR                  |
| VIe     |      | SFIO-Rad-MRP   |      | PS-CD |      | PS   |      | PCF              |      | PS diss. |      | UDF-RPR |      | UDF-RPR      |      | UMP                |      | UMP-UDI-DVD       |      | LR                  |
| VIIe    |      | SFIO-Rad-MRP   |      | PS-CD |      | PS   |      | Secteur supprimé |      | PS diss. |      | PS-PCF  |      | PS-PCF-Verts |      | PS-PCF-Verts-MoDem |      | FN                |      | LR                  |
| VIIIe   |      | PCF-SFIO diss. |      | PCF   |      | PCF  |      | Secteur supprimé |      | PS diss. |      | PCF-PS  |      | PCF-PS-Verts |      | PS-PCF-Verts-MoDem |      | PS-FG-EELV        |      | DVG                 |

## Histoire

Secteurs en vigueur lors de 1965 à 1977.

Secteurs tels que découpés par la loi de 1982, en vigueur lors des élections de 1983.

Secteurs tels que découpés par la loi de 1987, en vigueur depuis les élections de 1989.

Le territoire de la commune de Marseille correspond à ce qu'était celui de la cité intra muros et du terroir depuis le Moyen Âge.
Le décret n°46-2285 du 18 octobre 1946 découpe la commune de Marseille en seize arrondissements municipaux.
Les secteurs sont créés par la loi du 28 juin 1964, qui entre en vigueur pour les élections municipales de l'année suivante. Marseille est alors découpée en huit secteurs de deux arrondissements :
- Ier secteur : 1er et 4e arrondissements,
- IIe secteur : 2e et 3e arrondissements,
- IIIe secteur : 6e et 7e arrondissements,
- IVe secteur : 8e et 9e arrondissements,
- Ve secteur : 5e et 10e arrondissement,
- VIe secteur : 11e et 12e arrondissements,
- VIIe secteur : 13e et 14e arrondissements,
- VIIIe secteur : 15e et 16e arrondissements.

Ces secteurs sont redécoupés par la loi du 31 décembre 1982, dite loi PLM, sous l'égide de Gaston Defferre, ministre de l'Intérieur et de la Décentralisation et maire de Marseille. Cette loi crée également les six conseils et six maires d'arrondissements regroupés en secteurs. Ce découpage permet en 1983 au maire sortant d'être réélu avec moins de voix que Jean-Claude Gaudin, candidat de l'opposition municipale.
Découpage en vigueur du 1er janvier 1983 au 11 juillet 1987 :
- Ier secteur : 1er, 4e, 13e et 14e arrondissements,
- IIe secteur : 2e, 3e et 7e arrondissements,
- IIIe secteur : 5e, 10e, 11e et 12e arrondissements,
- IVe secteur : 6e et 8e arrondissements,
- Ve secteur : 9e arrondissement,
- VIe secteur : 15e et 16e arrondissements.

Le découpage de 1983 est revu par le gouvernement de Jacques Chirac en 1987, mais conserve les attributions des huit nouveaux conseils et huit maires d'arrondissements regroupés en secteurs : 
- Ier secteur : 1er et 7e arrondissements,
- IIe secteur : 2e et 3e arrondissements,
- IIIe secteur : 4e et 5e arrondissements,
- IVe secteur : 6e et 8e arrondissements,
- Ve secteur : 9e et 10e arrondissements,
- VIe secteur : 11e et 12e arrondissements,
- VIIe secteur : 13e et 14e arrondissements,
- VIIIe secteur : 15e et 16e arrondissements.

## Liste des secteurs et arrondissements
| Code Insee | Code Postal | Arr. | Secteur       | Population (2022) | Superficie (ha) | Densité (hab./km2) | Quartiers |
| ---------- | ----------- | ---- | ------------- | ----------------- | --------------- | ------------------ | --- |
| 13201      | 13001       | 1er  | Ier secteur   | 38 482            | 177,8           | +21 379,           | Belsunce, Le Chapitre, Noailles, Opéra, Saint-Charles, Thiers                                                                                           |
| 13207      | 13007       | 7e   | Ier secteur   | 34 866            | 569,1           | +6 011,            | Bompard, Endoume, Les Îles, Le Pharo, Le Roucas Blanc, Saint-Lambert, Saint-Victor                                                                      |
| 13202      | 13002       | 2e   | IIe secteur   | 24 153            | 504             | +4 792,            | Arenc, Les Grands Carmes, Hôtel de Ville, La Joliette                                                                                                   |
| 13203      | 13003       | 3e   | IIe secteur   | 55 653            | 260             | +21 405,           | Belle de Mai, Saint-Lazare, Saint-Mauront, La Villette                                                                                                  |
| 13204      | 13004       | 4e   | IIIe secteur  | 49 744            | 290             | +17 153,           | La Blancarde, Les Chartreux, Chutes-Lavie, Cinq Avenues                                                                                                 |
| 13205      | 13005       | 5e   | IIIe secteur  | 45 020            | 224             | +20 098,           | Baille, Le Camas, La Conception, Saint-Pierre |
| 13206      | 13006       | 6e   | IVe secteur   | 38 804            | 210             | +18 478,           | Castellane, Lodi, Notre-Dame-du-Mont, Palais-de-Justice, Préfecture, Vauban                                                                             |
| 13208      | 13008       | 8e   | IVe secteur   | 83 414            | 1 855           | +4 497,            | Bonneveine, Les Goudes, Montredon, Perier, La Plage, La Pointe-Rouge, Le Rouet, Sainte-Anne, Saint-Giniez, Vieille Chapelle                             |
| 13209      | 13009       | 9e   | Ve secteur    | 76 347            | 6 324           | +1 207,            | Les Baumettes, Le Cabot, Carpiagne, Mazargues, La Panouse (incluant la Rouvière), Le Redon, Sainte-Marguerite, Sormiou, Vaufrèges                       |
| 13210      | 13010       | 10e  | Ve secteur    | 59 852            | 1 084           | +5 521,            | La Capelette, Menpenti, Pont-de-Vivaux, Saint-Loup, Saint-Tronc, La Timone                                                                              |
| 13211      | 13011       | 11e  | VIe secteur   | 59 033            | 2 986           | +1 757,            | Les Accates, La Barasse, Les Camoins, Éoures, La Millière, La Pomme, Saint-Marcel, Saint-Menet, La Treille, La Valbarelle, La Valentine                 |
| 13212      | 13012       | 12e  | VIe secteur   | 64 276            | 1 400           | +4 559,            | Les Caillols, La Fourragère, Montolivet, Saint-Barnabé, Saint-Jean du Désert, Saint-Julien, Les Trois-Lucs                                              |
| 13213      | 13013       | 13e  | VIIe secteur  | 93 425            | 2 808,1         | +3 320,            | Château Gombert, La Croix-Rouge, Malpassé, Les Médecins, Les Mourets, Les Olives, Palama, La Rose, Saint-Jérôme, Saint-Just, Saint-Mitre                |
| 13214      | 13014       | 14e  | VIIe secteur  | 59 230            | 1 639,3         | +3 603,            | Les Arnavaux, Bon Secours, Le Canet, Le Merlan, Saint-Barthélemy, Sainte-Marthe, Saint-Joseph                                                           |
| 13215      | 13015       | 15e  | VIIIe secteur | 79 501            | 1 690           | +4 704,            | Les Aygalades, Borel, La Cabucelle, La Calade, Les Crottes, La Delorme, Notre-Dame Limite, Les Bourrély, Saint-Antoine, Saint-Louis, Verduron, La Viste |
| 13216      | 13016       | 16e  | VIIIe secteur | 15 415            | 1 630           | +946,              | L'Estaque, Les Riaux, Saint-André, Saint-Henri |

## Statistiques
Pour des statistiques par arrondissement (population des différents quartiers, taux de chômage, population par tranches d'âge etc.) cliquez sur l'arrondissement concerné.

### Population
Recensements au 1er janvier 2006, 8 mars 1999 et 5 mars 1990
| Arrondissement  | Population municipale 2006 | Dont population 2006 en ZUS | Population 1999 | Population 1990 |
| --------------- | -------------------------- | --------------------------- | --------------- | --------------- |
| 1er             | 41 027                     | 27 778                      | 37 388          | 35 535          |
| 2e              | 25 559                     | 19 356                      | 24 582          | 26 804          |
| 3e              | 44 651                     | 18 287                      | 41 707          | 42 388          |
| 4e              | 46 617                     | 0                           | 43 780          | 45 015          |
| 5e              | 44 261                     | 0                           | 41 386          | 40 222          |
| 6e              | 43 217                     | 1 524                       | 41 160          | 39 242          |
| 7e              | 35 444                     | 0                           | 35 973          | 36 663          |
| 8e              | 77 882                     | 0                           | 75 346          | 78 880          |
| 9e              | 75 329                     | 5 904                       | 72 760          | 70 840          |
| 10e             | 50 140                     | 412                         | 49 163          | 50 061          |
| 11e             | 55 699                     | 14 687                      | 53 520          | 52 186          |
| 12e             | 57 908                     | 503                         | 56 404          | 55 855          |
| 13e             | 86 826                     | 28 891                      | 80 174          | 78 727          |
| 14e             | 61 317                     | 39 655                      | 56 755          | 56 997          |
| 15e             | 75 783                     | 48 758                      | 74 885          | 74 537          |
| 16e             | 17 383                     | 9 710                       | 16 508          | 17 267          |
| Total Marseille | 839 043                    | 215 465                     | 797 491         | 801 219         |

### Revenus
| Arrondissement  | Foyers fiscaux | Foyers imposables | Revenu médian par UC en €/an (2010) | % Foyers imposables |
| --------------- | -------------- | ----------------- | ----------------------------------- | ------------------- |
| 1er             | 24 904         | 8 877             | 10 330                              | 35,64 %             |
| 2e              | 15 011         | 5 242             | 9 803                               | 34,92 %             |
| 3e              | 25 759         | 6 981             | 7 365                               | 27,10 %             |
| 4e              | 30 146         | 15 553            | 17 400                              | 51,59 %             |
| 5e              | 27 429         | 14 346            | 17 568                              | 52,30 %             |
| 6e              | 26 562         | 14 728            | 19 325                              | 55,45 %             |
| 7e              | 23 314         | 14 121            | 22 572                              | 60,57 %             |
| 8e              | 47 354         | 30 405            | 24 940                              | 64,21 %             |
| 9e              | 41 785         | 25 116            | 21 248                              | 60,11 %             |
| 10e             | 30 037         | 15 388            | 17 396                              | 51,23 %             |
| 11e             | 31 080         | 15 989            | 17 894                              | 51,44 %             |
| 12e             | 34 944         | 21 015            | 21 881                              | 60,14 %             |
| 13e             | 47 258         | 21 165            | 15 284                              | 44,79 %             |
| 14e             | 31 466         | 10 843            | 10 546                              | 34,46 %             |
| 15e             | 40 028         | 12 258            | 9 974                               | 30,62 %             |
| 16e             | 10 031         | 4 200             | 14 834                              | 41,87 %             |
| Total Marseille | 487 108        | 236 227           | 16 456                              | 48,50 %             |

### Éducation et formation
| Arrondissement  | 15 ans et + non scolarisés | Total sans diplômes | % sans diplômes | Total au moins BAC+3 | % au moins BAC+3 |
| --------------- | -------------------------- | ------------------- | --------------- | -------------------- | ---------------- |
| 1er             | 26 960                     | 7 971               | 29,57 %         | 5 856                | 21,72 %          |
| 2e              | 18 455                     | 6 075               | 32,92 %         | 2 690                | 14,58 %          |
| 3e              | 29 146                     | 12 222              | 41,93 %         | 1 760                | 6,04 %           |
| 4e              | 35 600                     | 6 565               | 18,44 %         | 5 882                | 16,52 %          |
| 5e              | 31 302                     | 5 316               | 17,72 %         | 6 411                | 20,48 %          |
| 6e              | 30 277                     | 4 388               | 14,49 %         | 8 787                | 29,02 %          |
| 7e              | 28 309                     | 3 451               | 12,19 %         | 7 366                | 26,02 %          |
| 8e              | 58 863                     | 7 432               | 12,63 %         | 16 113               | 27,37 %          |
| 9e              | 54 932                     | 9 750               | 17,75 %         | 9 890                | 18,00 %          |
| 10e             | 37 735                     | 8 496               | 22,51 %         | 3 942                | 10,45 %          |
| 11e             | 40 362                     | 9 246               | 22,91 %         | 3 890                | 9,64 %           |
| 12e             | 44 648                     | 6 443               | 14,43 %         | 8 003                | 17,92 %          |
| 13e             | 60 211                     | 16 296              | 27,06 %         | 5 993                | 9,95 %           |
| 14e             | 39 390                     | 15 442              | 39,21 %         | 2 333                | 5,92 %           |
| 15e             | 52 757                     | 20 888              | 39,59 %         | 2 323                | 4,40 %           |
| 16e             | 12 280                     | 3 666               | 29,85 %         | 1 267                | 10,32 %          |
| Total Marseille | 601 229                    | 143 648             | 23,89 %         | 92 504               | 15,39 %          |

### Emploi
Taux de chômage par arrondissement au 1er janvier 2009
| Arrondissement  | Population active 2009 | Chômeurs 2009 | Taux de chômage 2009 |
| --------------- | ---------------------- | ------------- | -------------------- |
| 1er             | 18 290                 | 4 935         | 26,98 %              |
| 2e              | 10 860                 | 3 201         | 29,48 %              |
| 3e              | 16 781                 | 4 998         | 29,78 %              |
| 4e              | 21 481                 | 3 311         | 15,41 %              |
| 5e              | 21 824                 | 3 385         | 15,51 %              |
| 6e              | 21 507                 | 3 462         | 16,10 %              |
| 7e              | 16 725                 | 1 760         | 10,52 %              |
| 8e              | 33 927                 | 3 277         | 9,66 %               |
| 9e              | 32 559                 | 3 753         | 11,53 %              |
| 10e             | 23 157                 | 3 260         | 14,08 %              |
| 11e             | 25 451                 | 3 478         | 13,67 %              |
| 12e             | 25 806                 | 2 386         | 9,25 %               |
| 13e             | 37 592                 | 7 004         | 18,63 %              |
| 14e             | 22 487                 | 5 826         | 25,91 %              |
| 15e             | 26 999                 | 7 238         | 26,81 %              |
| 16e             | 6 911                  | 1 343         | 19,43 %              |
| Total Marseille | 362 357                | 62 617        | 17,28 %              |

### Familles
Familles monoparentales et familles de 4 enfants au 1er janvier 2006
| Arrondissement  | Familles | Dont monoparentales | % familles monoparentales | Familles de 4 enfants et + | % familles 4 enfants et + |
| --------------- | -------- | ------------------- | ------------------------- | -------------------------- | ------------------------- |
| 1er             | 8 850    | 2 389               | 26,99 %                   | 476                        | 5,38 %                    |
| 2e              | 5 728    | 1 501               | 26,20 %                   | 339                        | 5,92 %                    |
| 3e              | 10 246   | 3 177               | 31,01 %                   | 841                        | 8,21 %                    |
| 4e              | 12 141   | 2 826               | 23,28 %                   | 249                        | 2,05 %                    |
| 5e              | 10 145   | 2 400               | 23,65 %                   | 132                        | 1,30 %                    |
| 6e              | 10 634   | 2 363               | 22,22 %                   | 142                        | 1,34 %                    |
| 7e              | 9 177    | 1 647               | 17,95 %                   | 78                         | 0,85 %                    |
| 8e              | 21 461   | 3 425               | 15,96 %                   | 273                        | 1,27 %                    |
| 9e              | 19 529   | 3 588               | 18,37 %                   | 423                        | 2,17 %                    |
| 10e             | 13 096   | 2 726               | 20,82 %                   | 394                        | 3,01 %                    |
| 11e             | 15 080   | 2 797               | 18,55 %                   | 480                        | 3,18 %                    |
| 12e             | 16 495   | 2 951               | 17,89 %                   | 178                        | 1,08 %                    |
| 13e             | 22 311   | 5 067               | 22,71 %                   | 1 180                      | 5,29 %                    |
| 14e             | 15 188   | 3 994               | 26,30 %                   | 1 509                      | 9,94 %                    |
| 15e             | 19 001   | 4 758               | 25,04 %                   | 1 538                      | 8,10 %                    |
| 16e             | 4 457    | 959                 | 21,52 %                   | 179                        | 4,02 %                    |
| Total Marseille | 213 538  | 46 568              | 21,81 %                   | 8 414                      | 3,94 %                    |

### Étrangers
Taux d'étrangers par arrondissement au 1er janvier 2006
| Arrondissement  | Population 2006 | Étrangers 2006 | % d'étrangers 2006 |
| --------------- | --------------- | -------------- | ------------------ |
| 1er             | 41 027          | 8 126          | 19,81 %            |
| 2e              | 25 559          | 4 275          | 16,73 %            |
| 3e              | 44 651          | 8 272          | 18,52 %            |
| 4e              | 46 617          | 1 984          | 4,26 %             |
| 5e              | 44 261          | 2 172          | 4,91 %             |
| 6e              | 43 217          | 3 101          | 7,18 %             |
| 7e              | 35 444          | 996            | 2,81 %             |
| 8e              | 77 882          | 2 464          | 3,16 %             |
| 9e              | 75 329          | 2 418          | 3,21 %             |
| 10e             | 50 140          | 2 889          | 5,76 %             |
| 11e             | 55 699          | 2 048          | 3,68 %             |
| 12e             | 57 908          | 1 289          | 2,23 %             |
| 13e             | 86 826          | 5 652          | 6,51 %             |
| 14e             | 61 317          | 7 429          | 12,12 %            |
| 15e             | 75 783          | 9 508          | 12,55 %            |
| 16e             | 17 383          | 892            | 5,13 %             |
| Total Marseille | 839 043         | 63 515         | 7,57 %             |

### Bénéficiaires de la couverture maladie universelle complémentaire
Bénéficiaires de la CMU-C par arrondissement en 2008
| Arrondissement  | Population couverte 2008 | Bénéficiaires CMU-C 2008 | % bénéficiaires 2008 |
| --------------- | ------------------------ | ------------------------ | -------------------- |
| 1er             | 39 895                   | 11 909                   | 29,85 %              |
| 2e              | 22 543                   | 7 004                    | 31,07 %              |
| 3e              | 45 312                   | 17 162                   | 37,88 %              |
| 4e              | 39 160                   | 5 113                    | 13,06 %              |
| 5e              | 34 928                   | 4 953                    | 14,18 %              |
| 6e              | 35 506                   | 4 830                    | 12,60 %              |
| 7e              | 27 955                   | 2 219                    | 7,94 %               |
| 8e              | 60 043                   | 2 837                    | 4,72 %               |
| 9e              | 57 701                   | 4 969                    | 8,61 %               |
| 10e             | 42 518                   | 4 742                    | 11,15 %              |
| 11e             | 48 012                   | 5 696                    | 11,86 %              |
| 12e             | 44 178                   | 2 534                    | 5,74 %               |
| 13e             | 75 496                   | 15 537                   | 20,58 %              |
| 14e             | 54 800                   | 17 321                   | 31,61 %              |
| 15e             | 74 398                   | 21 916                   | 29,46 %              |
| 16e             | 16 219                   | 3 414                    | 21,05 %              |
| Total Marseille | 718 664                  | 132 156                  | 18,39 %              |

## Politique

### Élections présidentielles
Les quartiers nord (13e, 14e, 15e et 16e arrondissements) ainsi que les arrondissements centraux (1er, 2e et 3e), historiquement ancrés à gauche, ont voté massivement pour François Hollande au second tour de l’élection présidentielle de 2012. En revanche, les quartiers sud (7e, 8e et 9e) ainsi que le 12e arrondissement ont voté majoritairement pour Nicolas Sarkozy.
En 2017, Emmanuel Macron arrive en tête au second tour de l'élection présidentielle dans tous les arrondissements de Marseille, et obtient ses meilleurs scores dans les arrondissements centraux. Marine Le Pen obtient ses meilleurs résultats dans les arrondissements de l'est (10e, 11e, 12e et 13e arrondissements).
| Arrondissement   | % votes S. Royal 2007 | % votes F. Hollande 2012 | % votes E. Macron 2017 |
| ---------------- | --------------------- | ------------------------ | ---------------------- |
| 1er              | 63,55 %               | 72,05 %                  | 84,40%                 |
| 2e               | 58,63 %               | 64,96 %                  | 75,18%                 |
| 3e               | 59,79 %               | 69,94 %                  | 74,38%                 |
| 4e               | 43,08 %               | 50,68 %                  | 64,13%                 |
| 5e               | 47,74 %               | 55,51 %                  | 69,21%                 |
| 6e               | 45,96 %               | 51,34 %                  | 77,67%                 |
| 7e               | 38,08 %               | 42,97 %                  | 68,98%                 |
| 8e               | 32,97 %               | 37,52 %                  | 70,50%                 |
| 9e               | 37,59 %               | 42,69 %                  | 63,16%                 |
| 10e              | 39,52 %               | 46,25 %                  | 54,64%                 |
| 11e              | 43,07 %               | 48,30 %                  | 53,00%                 |
| 12e              | 35,20 %               | 39,71 %                  | 58,75%                 |
| 13e              | 44,32 %               | 51,73 %                  | 56,68%                 |
| 14e              | 54,00 %               | 64,15 %                  | 64,60%                 |
| 15e              | 55,34 %               | 65,52 %                  | 63,32%                 |
| 16e              | 55,91 %               | 63,71 %                  | 58,21%                 |
| Totaux Marseille | 44,28 %               | 50,87 %                  | 64,42%                 |